# Movimiento 15-M
Il Movimiento 15-M, noto anche come movimento degli Indignados (pronuncia spagnola [indiɣˈnaðos]), è stato un movimento sociale di cittadini che ha dato vita, nel 2011, a una vasta mobilitazione pacifica di protesta dal basso contro il governo spagnolo dell'epoca (il secondo governo Zapatero), a fronte della grave situazione economica in cui versava il Paese nel frangente della crisi economico-finanziaria di quegli anni. Le proteste sono iniziate il 15 maggio 2011 in occasione delle elezioni amministrative.
L'obiettivo del movimento è promuovere una democrazia più partecipativa, che superasse il dualismo tra i due poli rappresentativi del Partito Socialista Operaio Spagnolo e del Partito Popolare, la cui contrapposizione, dagli anni '80, caratterizza la scena politica spagnola.
Il movimento era composto da cittadini comuni, disoccupati, mileuristas (il termine indica un "milleurista", ovvero un salariato con stipendio fino a 1.000 euro), casalinghe, immigrati, uniti dallo slogan: Noi non siamo marionette nelle mani di politici e banchieri. È stato essenzialmente pacifico e privo di interferenze politiche. Le azioni degli indignados hanno poi ispirato analoghe proteste in varie nazioni europee, tra cui l'Italia. Il movimento ha protestato anche durante la Giornata mondiale della gioventù svoltasi a Madrid.
A 5 mesi di distanza, il 15 ottobre 2011, nel nome comune degli Indignados, decine di proteste hanno attraversato il mondo intero, interessando gran parte delle capitali occidentali e molti centri asiatici, quali Tokyo, Sydney o Hong Kong.
Si pensa che l'ispiratore di questo movimento sia stato il libro Indignez-vous ("Indignatevi") pubblicato da Stéphane Hessel, ex combattente della resistenza francese durante la seconda guerra mondiale.
Tra gli aderenti al movimento era diffuso l'utilizzo della maschera raffigurante il volto di Guy Fawkes, nella forma stilizzata del fumetto V for Vendetta.

## Film
- Vers Madrid
- Banderas Falsas
- Falsos Horizontes
- La Plaza, la gestación del movimiento 15M
- Libre te quiero
- 50 días de mayo (Ensayo para una revolución)
- Indignados
- 15M: Excelente. Revulsivo. Importante